# Michele Cavion
Michele Cavion (Schio, 8 dicembre 1994) è un calciatore italiano, centrocampista del L.R. Vicenza.

## Caratteristiche tecniche
Giocatore molto duttile e dinamico, può ricoprire tutti i ruoli del centrocampo; bravo negli inserimenti offensivi e con un buon senso del gol, per le sue caratteristiche è stato paragonato a Claudio Marchisio.

## Carriera
Cresciuto nel settore giovanile del Vicenza, ha esordito in prima squadra il 15 dicembre 2012, nella partita persa per 2-0 contro l'Empoli, sostituendo al 72º minuto Gianvito Plasmati. Nel gennaio del 2013 passa alla Juventus, legandosi ai bianconeri con un quadriennale; con il club piemontese vince la Coppa Italia Primavera.
Il 5 luglio viene ceduto in prestito alla Reggiana; trascorre in Lega Pro anche le stagione successive, giocando con Feralpisalò e Carrarese.
Dopo essersi messo in mostra come uno dei migliori centrocampisti della categoria, il 15 luglio 2016 si trasferisce, sempre a titolo temporaneo, alla Cremonese, con cui conquista la promozione in Serie B. Rimasto svincolato, il 5 luglio 2017 firma un rinnovo triennale con la squadra lombarda.
Dopo un'ottima stagione a livello individuale, il 19 luglio 2018 viene acquistato dall'Ascoli, legandosi al club marchigiano fino al giugno 2021. Con la società bianconera segna la sua prima rete il 20 ottobre, nella partita interna vinta per 1-0 contro il Carpi.
Il 12 luglio 2021, rimasto svincolato, firma un contratto quadriennale con la Salernitana, che il 13 agosto seguente lo cede in prestito al Brescia.
Il 29 gennaio 2022 viene ceduto in prestito al L.R. Vicenza.Il 15 febbraio successivo, segna la sua prima rete con i biancorossi, nel pareggio per 2-2 in trasferta contro il Pisa. Si ripete quattro giorni dopo, nella partita casalinga pareggiata 1-1 contro la SPAL.
Alla fine del prestito rientra alla Salernitana e dopo aver debuttato con i campani nella sfida interna di Coppa Italia contro il Parma persa per 0-2, il 27 agosto 2022 torna al L.R. Vicenza, questa volta a titolo definitivo.
Il 30 agosto 2024 viene ceduto in prestito alla Carrarese.

## Statistiche

### Presenze e reti nei club
Statistiche aggiornate al 13 maggio 2025.
| Stagione         | Squadra          | Campionato       | Campionato | Campionato | Coppe nazionali | Coppe nazionali | Coppe nazionali | Coppe continentali | Coppe continentali | Coppe continentali | Altre coppe | Altre coppe | Altre coppe | Totale | Totale |
| Stagione         | Squadra          | Comp             | Pres       | Reti       | Comp            | Pres            | Reti            | Comp               | Pres               | Reti               | Comp        | Pres        | Reti        | Pres   | Reti   |
| ---------------- | ---------------- | ---------------- | ---------- | ---------- | --------------- | --------------- | --------------- | ------------------ | ------------------ | ------------------ | ----------- | ----------- | ----------- | ------ | ------ |
| 2012-gen. 2013   | Vicenza          | B                | 1          | 0          | CI              | 0               | 0               | -                  | -                  | -                  | -           | -           | -           | 1      | 0      |
| 2013-2014        | Reggiana         | 1D               | 27         | 1          | CI-LP           | 2               | 0               | -                  | -                  | -                  | -           | -           | -           | 29     | 1      |
| 2014-2015        | Feralpisalò      | LP               | 34         | 2          | CI+CI-LP        | 2+2             | 0               | -                  | -                  | -                  | -           | -           | -           | 38     | 2      |
| 2015-2016        | Carrarese        | LP               | 32         | 1          | CI-LP           | 0               | 0               | -                  | -                  | -                  | -           | -           | -           | 32     | 1      |
| 2016-2017        | Cremonese        | LP               | 24         | 1          | CI+CI-LP        | 3+1             | 0               | -                  | -                  | -                  | SC-LP       | 2           | 0           | 30     | 1      |
| 2017-2018        | Cremonese        | B                | 37         | 6          | CI              | 2               | 0               | -                  | -                  | -                  | -           | -           | -           | 39     | 6      |
| Totale Cremonese | Totale Cremonese | Totale Cremonese | 61         | 7          |                 | 6               | 0               |                    | -                  | -                  |             | 2           | 0           | 69     | 7      |
| 2018-2019        | Ascoli           | B                | 33         | 3          | CI              | 1               | 0               | -                  | -                  | -                  | -           | -           | -           | 34     | 3      |
| 2019-2020        | Ascoli           | B                | 34         | 2          | CI              | 3               | 0               | -                  | -                  | -                  | -           | -           | -           | 37     | 2      |
| 2020-2021        | Ascoli           | B                | 17         | 1          | CI              | 1               | 0               | -                  | -                  | -                  | -           | -           | -           | 18     | 1      |
| Totale Ascoli    | Totale Ascoli    | Totale Ascoli    | 84         | 6          |                 | 5               | 0               |                    | -                  | -                  |             | -           | -           | 89     | 6      |
| 2021-gen. 2022   | Brescia          | B                | 10         | 0          | CI              | 0               | 0               | -                  | -                  | -                  | -           | -           | -           | 10     | 0      |
| gen.-giu. 2022   | L.R. Vicenza     | B                | 19+2       | 2          | CI              | 0               | 0               | -                  | -                  | -                  | -           | -           | -           | 21     | 2      |
| 2022-2023        | Salernitana      | A                | 0          | 0          | CI              | 1               | 0               | -                  | -                  | -                  | -           | -           | -           | 1      | 0      |
| 2022-2023        | L.R. Vicenza     | C                | 27+2       | 0          | CI-C            | 4               | 0               | -                  | -                  | -                  | -           | -           | -           | 33     | 0      |
| 2023-2024        | L.R. Vicenza     | C                | 31+2       | 1          | CI+CI-C         | 1+3             | 0               | -                  | -                  | -                  | -           | -           | -           | 37     | 1      |
| ago. 2024        | L.R. Vicenza     | C                | 1          | 0          | CI-C            | 2               | 0               | -                  | -                  | -                  | -           | -           | -           | 3      | 0      |
| Totale Vicenza   | Totale Vicenza   | Totale Vicenza   | 79+6       | 3          |                 | 10              | 0               |                    | -                  | -                  |             | -           | -           | 95     | 3      |
| 2024-2025        | Carrarese        | B                | 0          | 0          | CI              | 0               | 0               | -                  | -                  | -                  | -           | -           | -           | 0      | 0      |
| Totale Carrarese | Totale Carrarese | Totale Carrarese | 32         | 1          |                 | 0               | 0               |                    | -                  | -                  |             | -           | -           | 32     | 1      |
| Totale carriera  | Totale carriera  | Totale carriera  | 333        | 20         |                 | 28              | 0               |                    | -                  | -                  |             | 2           | 0           | 363    | 20     |

## Palmarès

### Club

#### Competizioni giovanili
- Coppa Italia Primavera: 1

Juventus: 2012-2013

#### Competizioni nazionali
- Lega Pro: 1

Cremonese: 2016-2017 (girone A)
- Coppa Italia Serie C: 1

L.R. Vicenza: 2022-2023